# 紫少花龙葵
紫少花龙葵（学名：Solanum photeinocarpum var. violaceum）为茄科茄属下的一个变种。

## 扩展阅读
- 維基物種上的相關：紫少花龙葵